# Городині
Городи́ні — село в Україні, у Луцькому районі Волинської області. Входить до складу Торчинської селищної громади. Населення становить 296 осіб.

## Історія
У 1906 році село Щуринської волості Луцького повіту Волинської губернії. Відстань від повітового міста 24 верст, від волості 15. Дворів 46, мешканців 393.

## Населення
Згідно з переписом УРСР 1989 року чисельність наявного населення села становила 276 осіб, з яких 137 чоловіків та 139 жінок.
За переписом населення України 2001 року в селі мешкало 296 осіб.

### Мова
Розподіл населення за рідною мовою за даними перепису 2001 року:
| Мова       | Відсоток |
| ---------- | -------- |
| українська | 98,65 %  |
| російська  | 1,35 %   |

## Відомі люди
- Стельмащук Галина Григорівна (1943 р.) — доктор мистецтвознавства, професор Львівської академії мистецтв.